# Blootsvoets

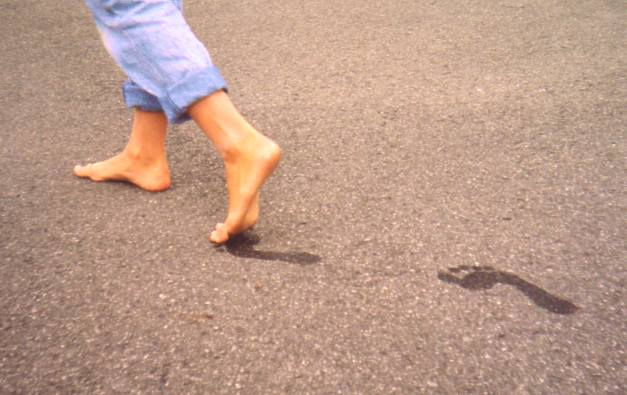
Persoon op blote voeten, met voetafdrukken.

Blootsvoets, of 'op blote voeten', verwijst naar het lopen zonder schoeisel zoals schoenen of sokken.
Op blote voeten lopen wordt wereldwijd gedaan, zowel uit noodzaak als uit persoonlijke voorkeur. Het blootsvoets lopen kent een rijke geschiedenis en wordt door verschillende culturen en subgroepen anders gewaardeerd. In sommige culturen wordt het gezien als een teken van nederigheid, spirituele zuiverheid, of hygiëne. Andere culturen zien het echter als ongepast en onhygiënisch. 
Wetenschappelijk onderzoek heeft aangetoond dat het regelmatig lopen zonder schoenen verschillende voordelen meebrengt zoals sterkere voetspieren, verminderde rugklachten, en verbeterde proprioceptie. Het lopen zonder schoeisel brengt ook nadelen met zich mee zoals een verhoogde kans op verwondingen.
Sinds de vroege jaren 2000 is het lopen zonder schoenen populairder geworden dankzij trends zoals "barefoot running" en minimalistische schoenen.
Sommige mensen maken om religieuze, sociale, economische, hygiënische of gezondheidsredenen de keuze om in het dagelijkse leven zonder schoenen te lopen. Hierrond is een subcultuur ontstaan. Mensen die regelmatig op blote voeten lopen worden soms aangeduid met de term "blotevoetenlopers", het oudnederlandse "barvoeter" of "barrevoeter", of het Engelse "barefooter".

## Anatomische achtergrond
Blootsvoets lopen is de natuurlijke vorm van menselijke beweging. De menselijke voet heeft een verscheidenheid aan receptoren en spieren om de ondergrond precies waar te nemen en zich aan te passen aan het terrein. Op blote voeten is het bijna onmogelijk om voorover te vallen omdat je in een vroeg stadium een scheve houding opmerkt. Bovendien is de huid op de voetzool, zelfs in de ongetrainde toestand, veel dikker dan waar dan ook op het lichaam en versterkt deze bij permanent op blote voeten lopen (hoorncallus). Dit dient als versteviging en als bescherming tegen letsel.
Dit beschermende effect heeft echter ook zijn beperkingen, vooral bij extreme kou (vorst) of extreme hitte (brandwonden) en bescherming tegen verwondingen van bovenaf. Voor dit doel heeft de mens ooit schoenen uitgevonden waarvan het gebruik in de loop van de tijd is geëvolueerd tot een statussymbool en uiteindelijk een algemeen goed. Schoenen kunnen echter de flexibiliteit, kracht en beweeglijkheid van de voet beperken en kunnen leiden tot hogere incidenten van platte voeten, likdoorns, hamertenen, enkelverstuikingen, en Mortons neuralgie. Lopen en rennen op blote voeten zorgt ervoor dat de tenen niet meer bekneld worden resulteert in een meer natuurlijke manier van lopen, waardoor een meer schommelende beweging van de voet mogelijk wordt, waardoor de harde hielaanslag wordt geëlimineerd en daardoor minder schokbelasting op de voet en het onderbeen ontstaat.

## Geschiedenis
Veel mensen in de oudheid, zoals de Egyptenaren, hindoes en Grieken liepen vaak op blote voeten, omdat er in het bewoonde gebied meestal geen praktische noodzaak was voor schoeisel.
De Egyptenaren en hindoes gebruikten enig sierlijk schoeisel, zoals een sandaal zonder zool bekend als de Cleopatra-sandaal, dat geen praktische bescherming voor de voet bood. Ambachtslieden, soldaten en mensen uit de lagere klassen van het oude Egypte liepen op blote voeten, en Egyptenaren die tot de hogere klassen behoorden, droegen sandalen, die echter altijd werden verwijderd in de aanwezigheid of in het paleis van de koning. Een uitzondering hierop waren de offerpriesters die op hoge hakken liepen zodat ze niet in het bloed van de offerande stonden.
De Grieken, die sinds het bronzen tijdperk reeds bekend waren met schoeisel, kozen er meestal voor om, ongeacht het weer, geen schoenen aan te hebben. Zij zagen het dragen van schoenen als decadent, niet esthetisch en een schendig van het Olympische Ideaal. Schoenen werden in het oude Griekenland voornamelijk gedragen door toneelspelers, die voor het uitbeelden van een karakter soms schoenen moesten dragen, en soldaten die deze nodig hadden in extreme omstandigheden. Atleten aan de Oude Olympische Spelen namen ongeschoeid en over het algemeen ongekleed deel. De goden en helden werden voornamelijk op blote voeten afgebeeld, de zwaar bewapende en gepantserde hoplieten vochten, afhankelijk van het terrein, zonder schoenen en Alexander de Grote veroverde zijn enorme rijk met een leger dat grotendeels blootsvoets was.
De Romeinen, die uiteindelijk de Grieken veroverden en veel aspecten van hun cultuur accepteerden, accepteerden de Griekse perceptie van schoenen en kleding niet. Kleding in het oude Rome werd gezien als een teken van macht en schoenen werden gezien als de noodzaak om in een beschaafde wereld te leven. Iedereen die het Romeinse burgerschap verlangde, of veroverd werd door de Romeinen, ging dan ook schoenen dragen. Alleen slaven, bedelaars, boeren of religieuze asceten liepen meestal op blote voeten. Het Romeinse Legioen was om deze reden altijd voorzien van schoeisel en kreeg in de loop der eeuwen een steeds uniformer karakter.
In het begin van de 20e eeuw ontstond de uitdrukking "op blote voeten en zwanger". Deze uitdrukking werd gebruikt om de traditionele rol van de vrouw als huisvrouw aan te duiden, net als haar gebrek aan mogelijkheden om een carrière buiten het huis na te streven. Waarschijnlijk is de zin afkomstig van dokter Arthur A. Herzler, die als verklaring aangaf: De enige manier om een vrouw gelukkig te houden, is door haar op blote voeten en zwanger te houden.

## Religieuze aspecten
In verschillende religies zijn er verschillende verwijzingen naar blote voeten. Er zijn religies die op blote voeten een element van nederigheid en onderwerping beschouwen. Andere religies zien dit als een teken van armoede en extreme slavernij.

### Christendom
In het christendom zijn er een aantal verwijzingen en gewoontes omtrent blote voeten. In de Bijbel vindt Mozes een brandende struik, waarna hem door de Heer wordt ontboden zijn schoenen uit te doen omdat hij op een heilige plaats staat. De heiligheid van plaatsen waar God aanwezig is wordt ook aangehaald in de passages Exodus 30:18-21 en Jozua 5:15. Sommige christelijke kerken beoefenen bedevaartstradities op blote voeten, zoals het 's nachts beklimmen van de Croagh Patrick in Ierland. Het wassen van voeten, zowel ceremonieel als onder normale omstandigheden, wordt geassocieerd met nederigheid in het christendom. Volgens het Nieuwe Testament waste Jezus Christus de voeten van zijn discipelen om hen te dienen tijdens het Laatste Avondmaal. Christenen die tegenwoordig voetwassing beoefenen, doen dit om hen dichter bij Jezus te brengen en hen een gevoel te geven van nederigheid en dienstbaarheid. Rooms-katholieken tonen hun respect en nederigheid voor de paus door zijn voeten te kussen.

#### Ongeschoeiden
Onschoeiden (Latijn: Discalceati of Excalceati, beide met de betekenis zonder schoenen), is een aanduiding voor kloosterorden van de rooms-katholieke kerk waarvan de leden op blote voeten, sandalen van stro of leer, of klompen lopen. De gewoonte om ongeschoeid te leven werd geïntroduceerd door Franciscus van Assisi voor mannelijke kloosters en door Clara van Assisi voor vrouwelijke kloosters. Op blote voeten lopen werd een officiële kloosterpraktijk sinds Theresia van Ávila het in 1560 aan de Ongeschoeide Karmelieten voorschreef. De strengere stromingen van de bedelmonniken namen dit teken van armoede en zelfverloochening over. In eerste instantie alleen de Observantijnse Franciscanen en de Arme Claren, waarna de Karmelieten, de Mercedariërs , de Passionisten, de Servieten en de Trinitariërs volgden. Als reden wordt het verzoek van Jesus aan de discipelen om "geen reistas, geen extra kleren en geen sandalen" mee te nemen gebruikt. Tegenwoordig dragen de monniken en nonnen van ongeschoeide kloosters sandalen. Op een aantal feestdagen zoals paaszondag dragen sommige leden van de ongeschoeide kloosters, zoals de perdoni in Tarante geen schoenen.

### Jodendom
In het jodendom zijn er veel verwijzingen naar het dragen of niet dragen van schoenen te vinden. Net zoals bij de Bijbel is het verhaal van Mozes en de brandende struik in de Thora te vinden. Dit wordt opgevat als het belang van het niet dragen van schoenen op een heilige plaats. Het uitdoen van schoenen en het element van blote voeten wordt ook gevonden in halacha. Als een persoon de Tempelberg betreedt - de heiligste plek in het jodendom, is er een halachisch verbod om schoenen te dragen. Ook geld er een verbod op het dragen van schoenen voor de kohaniem als ze het podium in de synagoge betreden voor het zeggen van de priesterzegen. Dit is een van de negen edicten die Jochanan ben Zakkai vaststelde. Het is gebruikelijk in het jodendom en in sommige christelijke stromingen om op blote voeten te lopen als men in de rouw verkeerd. Als redenering wordt de passage 15:30 uit 2-Samuel gebruikt.
Op blote voeten lopen wordt gezien als een van de ongemakken van Jom Kipoer; "het is verboden te eten, te drinken, te wassen, zich te zalven, sandalen aan te trekken of geslachtsgemeenschap te hebben.". Dit verbod is ook van toepassing tijdens Tisja Beav. Sommige van de rishoniem waren echter van mening dat de chazal alleen leren schoeisel bedoelden, en dat schoeisel van andere stoffen wel toegestaan zou zijn. Dit heeft als gevolg dat het lopen op blote voeten tijdens deze feestdagen tegenwoordig minder voorkomt en dat er vaak gekozen wordt voor schoeisel van stof of kunststof.

### Islam
In de islam zijn verschillende religieuze verwijzingen te vinden met betrekking tot niet dragen van schoenen om nederigheid te tonen. Ook in de Koran, in Taha 11-12, wordt Mozes verteld zijn schoenen uit te doen om nederigheid te tonen. In hadith 4148 wordt een heerser gevraagd waarom hij geen schoeisel draagt. Hierop antwoordt hij dat de profeet ons bevolen heeft soms ongeschoeid te zijn.
Iedereen die een moskee bezoekt, wordt geacht hun schoenen uit te doen bij de ingang. Men moet de moskee betreden met hun rechtervoet. Van moslims wordt tevens verwacht dat ze altijd de linkerschoen als eerste uitdoen en de rechterschoen als laatste. Bij het vertrekken moeten ze de rechterschoen als eerste aantrekken en de linkerschoen als laatste. Voor het gebed is het de gewoonte om eerst kort het lichaam ritueel te wassen om zo het lichaam en de geest te reinigen. Dit heet de Woedoe. Een van de onderdelen hiervan is het wassen van de voeten, driemaal per voet, beginnend bij de rechtervoet. De voorkeur voor rechts is, net zoals in het christendom, en in het jodendom, een veel voorkomend thema.

### Boeddhisme
In Thailand loopt meester Jinshen, een boeddhistische monnik, 20 kilometer per dag op blote voeten als herinnering aan anderen die een materieel leven nastreven om zich te beschermen en zich zorgen te maken om moeder natuur. Hij verklaart dat hij dit doet om de boeddhistische regels te volgen, de mensen naar het pad van deugd te leiden en zijn boeddhistische geest te ontwikkelen. Schoenen behoren niet tot de standaard kleding van een monnik (Kasaya) die bestaat uit een gewaad met drie lagen. boeddhisten kunnen wel schoenen dragen indien deze geschonken worden aan de monnik. Om ervoor te zorgen dat monniken in koudere periodes voorzien zijn van schoeisel krijgen ze teenslippers of simpele laarzen geschonken door het klooster. Dit laatste wordt dan betaald door de financiële donaties van tempelbezoekers.

### Hindoeïsme
In het hindoeïsme is een persoon die een hindoeïstisch gebedshuis of tempel binnengaat verplicht zijn schoenen uit te doen en het gebouw op blote voeten te betreden. Rekken voor het opbergen van schoenen worden meestal bij de ingang van het gebouw geplaatst. Hindoes tonen ook liefde en respect voor ouderen zoals ouders, grootouders, oudere familieleden, leraren, heiligen en goeroes door zijn blote voeten aan te raken terwijl men buigt in een ritueel genaamd Charanasparsha, wat een vorm is van pranama. Dit wordt vooral gezien in tempels tijdens darshan. De hindoes oefenen ook respect uit door op blote voeten rond het Mahatma Gandhi-monument te lopen. Zowel koning Willem Alexander als voormalig president George W. Bush en paus Johannes Paulus II hebben hem deze eer bewezen.

### Overige
Tijdens het Japanse rijk en in pre-koloniaal Afrika, was het verwijderen van de schoenen in het bijzijn van een persoon uit de hogere klasse een teken van nederigheid, ondergeschiktheid en een houding vergeleken met hun status.

## Gewoontes per land

### Australië
Voor Australiërs, vooral jongeren, is het gebruikelijk om op blote voeten te lopen op openbare plaatsen, vooral tijdens de zomer. In de zomer van 2012 lanceerde McDonald's een reclamecampagne waarin de klanten op blote voeten over de parkeerplaats liepen. In sommige landelijke en afgelegen gebieden, zoals het Noordelijk Territorium, Rose Bay, Queensland en vele van de eilanden, gaan studenten vaak op blote voeten naar school. Op Lord Howe-eiland heeft het Lord Howe-eilandbestuur aangegeven dat leerlingen van de door de overheid geleide Lord Howe Island Central School op blote voeten naar school mogen gaan als onderdeel van de "eilandlevensstijl" en als "gemeenschapsmiddel".

### Nieuw-Zeeland
In 2010 is een Amerikaanse academicus een baan misgelopen nadat ze haar kritiek had geuit over de blote voeten van de lokale bevolking in een krantenartikel. De docent beschreef de openbare schoenloosheid van Nieuw-Zeelanders als "… niet alleen achterlijk en onbeschaafd, maar gevaarlijk onhygiënisch en weerzinwekkend voor Noord-Amerikanen" als reactie op een artikel dat de spot dreef met een geen-schoenen-geen-servicebeleid in Texas. In 2012 schreef een reisschrijver voor The New York Times dat het aantal Nieuw-Zeelanders op blote voeten in het openbaar, inclusief winkels, "behoorlijk opvallend" was. Veel expats in Nieuw-Zeeland zijn verrast hoeveel mensen, van alle rassen en klassen, op blote voeten dagelijks zaken doen.

### Ecuador
De Huaorani, ook wel Waorani of Waodani genoemd, zijn een stam die leeft in het Ecuadoraanse deel van de Amazone. Hoewel de stam al tientallen jaren contact heeft met onze wereld, dragen sommige stamleden nog steeds geen schoeisel. De voeten van de Huaorani zijn als gevolg daarvan veel breder dan die van schoendragers. Ook staat de tenen veel verder uit elkaar. De stamleden droegen oorspronkelijk helemaal geen kleding.

## Sport en recreatie

### Vuurlopen
Vuurlopen is een ritueel waarbij mensen op blote voeten over gloeiende kolen of stenen lopen. De vuurloop is een eeuwenoud ritueel dat vandaag nog steeds op verschillende plaatsen in de wereld wordt beoefend, en waarvan een van de vroegst bekende verwijzingen, de Tandya Mahabrahmana, teruggaat tot de ijzertijd van India, circa 800 v.Chr. Vuurlopen wordt tegenwoordig nog steeds gebruikt als overgangsritueel, een test van iemands kracht en moed, en in verschillende religies om iemands geloofskracht te testen. Tegenwoordig wordt vuurlopen vaak gebruikt bij bedrijfs-, teambuilding- en zelfhulpworkshops als een oefening om zelfvertrouwen op te bouwen en de groepsdynamiek te verbeteren. De moderne fysica heeft dit grotendeels ontkracht; bij een korte contacttijd is er geen of weinig kans op verbranding. Dit komt doordat houtskool en steen een slechte warmtegeleider is.

### Gronden
In meerdere wetenschappelijke onderzoeken komt men tot de conclusie dat wandelen op blote voeten goed is voor het lichaam. Dit wordt door een zeer kleine groep wetenschappers en onderzoekers toegeschreven aan een proces genaamd "gronden", of "aarden". Dit proces zou een fysiologisch effect hebben. De kern van het proces kan worden samengevat als "Als het lichaam direct contact maakt met het aardoppervlak, komt het in contact met elektronen van de aarde. Daardoor ontstaat een wisselwerking in energie, die klinisch meetbaar en significant is.". Dit zou bijdragen aan pijnvermindering, verbeterde slaap, verdunning van het bloed en het activeren van het parasympathisch zenuwstelsel.
De resultaten van deze onderzoeken zijn echter niet reproduceerbaar of leveren niet voldoende significante resultaten die aantonen dat het positieve effect van blootsvoets lopen komt door een elektrofysiologisch effect waarbij elektronen worden opgenomen. Het idee dat een overtollige lading aan elektronen slecht is voor de gezondheid wordt tevens niet bevestigd door wetenschappelijk onderzoek. De klachten die patiënten ervaren zijn vaak van psychosomatische aard.
De wetenschappers en onderzoekers die deze onderzoeken publiceren hebben een belangenverstrengeling in dat zij als neven- of hoofdactiviteit producten verkopen die betrekking hebben tot "gronden".